# Stef Blok
Stephanus Abraham Blok, detto Stef (Emmeloord, 10 dicembre 1964), è un politico olandese.

## Biografia

### Primi anni di vita
Stephanus Abraham Blok è nato il 10 dicembre 1964 a Emmeloord, ora nella provincia di Flevoland. Dopo aver frequentato lo Stedelijk Gymnasium Leiden, ha studiato Economia aziendale all'Università di Groninga dal 1977 al 1983 e si è laureato con un Bachelor in business administration e un Master in business administration. Ha lavorato per ABN AMRO come mediatore di credito e successivamente come direttore di filiale dal 1989 al 1998.
È stato membro del consiglio comunale di Nieuwkoop dal 1994 al 1998.
Uno dei suoi antenati era J.F.A. Dligoor, un ingegnere che lavorò nelle Indie orientali olandesi (ora Indonesia) nella costruzione della diga di Prijetan a Lamongan, Giava Orientale  e che fu sepolto nel paese.

### Politica

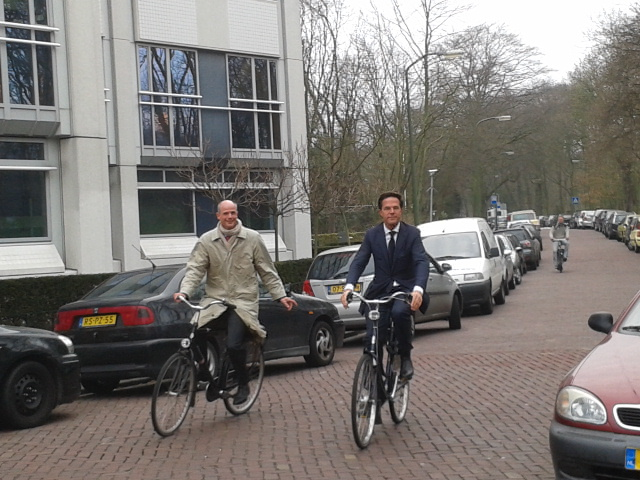
Il primo ministro Mark Rutte leader del partito VVD e Stef Blok arrivano al Catshuis il 29 marzo 2012

Blok è stato Ministro della giustizia e della sicurezza dopo le dimissioni di Ivo Opstelten dal 10 marzo al 20 marzo 2015, mantenendo la sua altra posizione di gabinetto. Il 27 gennaio 2017 si è dimesso da Ministro degli alloggi e del settore del governo centrale per mantenere il titolo di Ministro della giustizia e della sicurezza in carica fino al 26 ottobre 2017, a seguito delle dimissioni di Ard van der Steur. È stato anche Ministro dell'interno e delle relazioni con il Regno dal 29 giugno al 16 settembre 2016, mentre Ronald Plasterk è stato operato. Dopo il suo mandato come ministro della giustizia, Blok annunciò i suoi piani per lasciare la politica.
Dopo le dimissioni di Halbe Zijlstra come ministro degli affari esteri il 13 febbraio 2018, Blok è stato scelto per succedergli.
Nel luglio 2018, Blok espresse critiche al multiculturalismo e sostenne che i migranti neri africani non potevano essere reinsediati nell'Europa orientale perché sarebbero stati picchiati, durante un incontro che fu successivamente trasmesso su Zembla:
Un membro del pubblico ha suggerito il Suriname.
Un membro del pubblico ha suggerito che Singapore è stata una società multietnica di successo e Blok ha risposto che Singapore è un "piccolo mini-paese", che è "estremamente selettivo nella sua migrazione".
Le sue osservazioni portarono il governo del Suriname a chiedere scuse e il governo dell'isola del Curacao, parte del Regno olandese, ad allontanarsi dalle osservazioni del ministro. Quest'ultimo ha risposto alle osservazioni del ministro affermando:
A Suriname, sia il governo che l'opposizione si sono opposti all'idea che il Suriname sia uno stato fallito a causa della sua diversità etnica. Ha spinto Chandrikapersad Santokhi dell'opposizione nel Partito Progressista Riformista a rispondere: